# Gwadelupa

Nieoficjalna flaga Gwadelupy

Gwadelupa (fr. Guadeloupe) – departament zamorski Francji w Ameryce Środkowej, położony na kilku większych i kilkudziesięciu mniejszych wyspach w Małych Antylach m.in.:
- Gwadelupa (części: Grande-Terre, Basse-Terre)
- Marie-Galante
- La Désirade
- Les Saintes

Do 22 lutego 2007 w skład terytorium wchodziła również wyspa Saint-Barthélemy oraz północna część wyspy Saint-Martin, obecnie będące osobnymi terytoriami zależnymi Francji.

## Historia
Swoją nazwę zawdzięcza Kolumbowi, który w 1493 odkrył ją podczas swojej drugiej podróży do „nowego świata”. W 1635 wyspę zdobyli piraci francuscy, tworząc tu jedną ze swoich baz. Wyspa została wkrótce własnością Kompanii Zachodnioindyjskiej, a w 1674 przeszła pod zarząd państwowy Francji. Na przełomie XVIII i XIX wieku Wielka Brytania wielokrotnie zajmowała terytorium Gwadelupy. W latach 1813–1814 należała także do Szwecji. Od 1946 roku Gwadelupa i sąsiednie wyspy, m.in. część Saint-Martin i Saint-Barthélemy, stała się departamentem zamorskim Francji.
Z inspiracji komunistycznych władz kubańskich od 2 połowy lat 60. XX wieku zaczęły działać na wyspie ugrupowania o orientacji lewicowej, których celem jest niepodległość wyspy. W latach 70. i 80. cieszyły się poparciem nawet kilkunastu procent Gwadelupczyków. Ugrupowania te do końca lat 80. XX wieku zorganizowały łącznie kilkanaście demonstracji niepodległościowych. Nieliczne środowiska niepodległościowe opowiedziały się za walką zbrojną i powołały Rewolucyjny Sojusz Karaibów, którego działalność została stłumiona pod koniec lat 80. XX wieku.
By rozładować społeczne napięcie, władze francuskie w 1982 roku zdecydowały się na ograniczone reformy decentralizacyjne i samorządowe. W ich wyniku Gwadelupa, będąc departamentem zamorskim Francji, uzyskała również status regionu. Z budżetu centralnego Francji wydzielono znaczne środki na rozwój tego biednego i przeludnionego terytorium. W 1998 roku wyspa uzyskała dodatkowe, ograniczone uprawnienia autonomiczne, m.in. powołano do życia Radę Regionalną. Działania te przyniosły skutek w postaci zaniku żądań niepodległościowych (popiera je 2–4% obywateli). Skuteczność działań władz francuskich potwierdziły wyniki referendum z 7 grudnia 2003 roku. Przy frekwencji wynoszącej 50,34% uprawnionych, większość z głosujących bo 72,98%, opowiedziała się za politycznym i administracyjnym status quo wyspy (departament i region zamorski Francji, département et région d'outre-mer). Za autonomią wewnętrzną w ramach tzw. zbiorowości zamorskiej (collectivité d’outre-mer) na wzór innych francuskich terytoriów zależnych: Majotty, Polinezji Francuskiej, Saint-Pierre i Miquelon oraz Wallis i Futuny opowiedziało się tylko 27,02% głosujących. W tym samym referendum mieszkańcy podległych wówczas administracji na Gwadelupie wysp: Saint-Barthélemy i Saint-Martin, głosowali jednak za zmianą statusu (na zbiorowość zamorską) i odłączeniem od Gwadelupy. Gwadelupa wchodzi w skład Unii Europejskiej (jest jej regionem peryferyjnym).

## Geografia
Grupa 8 wysp pochodzenia koralowego i wulkanicznego w archipelagu Małych Antyli. Czynny wulkan La Soufrière na wyspie Gwadelupie (1467 m n.p.m.); Lasy tropikalne stanowią ok. 39% powierzchni.

### Klimat
- Podrównikowy wilgotny
- Opady od lipca do października (roczna suma opadów 1800 mm)
- Średnia temp. w styczniu +25 °C, w lipcu +29 °C.
- Częste burze tropikalne i cyklony

## Gospodarka
Główną gałęzią gospodarki Gwadelupy jest turystyka (ok. 300 tys. rocznie) i rolnictwo; uprawa trzciny cukrowej, bananów, melonów, ananasów; hodowla bydła i trzody chlewnej oraz rybołówstwo; produkcja cukru z trzciny, rumu, mebli oraz cementu. Handel w głównej mierze z Francją oraz Martyniką.

### Emisja gazów cieplarnianych
Emisja równoważnika dwutlenku węgla z Gwadelupy wyniosła w 1990 roku 1,29 Mt, z czego 0,875 Mt stanowiła emisja dwutlenku węgla. W przeliczeniu na mieszkańca emisja wyniosła wówczas 2,267 t dwutlenku węgla. Od tego czasu emisje wahają się, przy czym dość duży wzrost nastąpił w 2012. Głównym źródłem emisji przez cały czas była energetyka. W 2018 emisja dwutlenku węgla pochodzenia kopalnego wyniosła 2,35 Mt, a w przeliczeniu na mieszkańca 5,232 t.

## Demografia
- Powierzchnia: 1,8 tys. km²
- Ludność: 405 000 mieszkańców (2005), w tym Większość wyspiarzy jest w różnym stopniu wieloetniczna, ma pochodzenie francuskie, afrykańskie, indyjskie i częściowo Indianie. Nazywa się ich zwykle Kreolami. Kreole (70%), indyjski (10%) i europeidzi (15%) i Arabowie (3%) i Chińczycy (2%)
- Gęstość zaludnienia: 258 os./km²
- Najwyższe wzniesienia: La Soufrière (1 467 m)
- Języki: francuski, kreolski
- Religie: katolicyzm: 81% (zobacz: Diecezja Basse-Terre); protestantyzm: 8%, gł. Kościół Adwentystów Dnia Siódmego (3,6%); Świadkowie Jehowy: 2,1% (zobacz: Świadkowie Jehowy na Gwadelupie)[7]; kult voodoo
- Większe miasta: Pointe-à-Pitre, Le Gosier, Sainte-Rose, Le Moule, Les Abymes, Baie-Mahault